# 25956 Spanierbeckage
25956 Spanierbeckage este o planetă minoră (asteroid) din centura de asteroizi. A fost descoperită pe 19 martie 2001 la Stația Anderson Mesa de Lowell Observatory Near-Earth-Object Search. 
Obiectul prezintă o orbită caracterizată de o semiaxă mare de 3,0443842 UAi, o excentricitate de 0,16, o înclinație de 23,0087 ° în raport cu ecliptica.